# Еджеоскопія
Еджеоскопія (від англ. edge — край і грец. — спостерігати, розглядати) — метод ідентифікації особи за слідами папілярних ліній з урахуванням нерівності (виступи і западини) по краях папілярних ліній, які мають розмір 80—250 ммк. Використовується у випадках, коли у сліді відобразилося мало деталей папілярного візерунка (3—5), у поєднанні з пороскопією (ідентифікація особи за візерунком, кількістю та величиною пор шкіри), а також тоді, коли застосування останньої неможливе.